# 瓜塔維塔

瓜塔維塔（Guatavita）是哥倫比亞的城鎮，位於該國中部，由昆迪納馬卡省負責管轄，始建於1593年，面積247平方公里，海拔高度2,717米，2005年人口5,715，人口密度每平方公里23.14人。
4°56′N 73°50′W / 4.933°N 73.833°W

## 外部連結
- Guatavita photos